# زمان قرقیزستان
زمان قرقیزستان (KGT) یک منطقه زمانی مربوط به کشور قرقیزستان است. این زمان قراردادی ۶ ساعت جلوتر از ساعت هماهنگ جهانی (UTC + 06: 00) است. قرقیزستان هیچ‌گاه از ساعت تابستانی پیروی نمی‌کد.

## تاریخچه
مناطق زمانی تاریخی قرقیزستان (هم به عنوان یک کشور و هم از توابع شوروی سابق) 
| از جانب      | به           | منطقه         | DST |
| ------------ | ------------ | ------------- | --- |
| ۲ مه ۱۹۲۴    | ۲۱ ژوئن ۱۹۳۰ | یوتی‌سی ۵:۰۰+  | نه  |
| ۲۱ ژوئن ۱۹۳۰ | ۱ آوریل ۱۹۸۱ | یوتی‌سی ۰۶:۰۰+ | نه  |
| ۱ آوریل ۱۹۸۱ | ۳۱ مارس ۱۹۹۱ | یوتی‌سی ۰۶:۰۰+ | آره |
| ۳۱ مارس ۱۹۹۱ | ۱۲ اوت ۲۰۰۵  | یوتی‌سی ۵:۰۰+  | آره |
| ۱۲ اوت ۲۰۰۵  | اکنون        | یوتی‌سی ۰۶:۰۰+ | نه  |

از سال ۱۹۲۴ تا ۱۹۹۲ قرقیزستان همیشه بر اساس زمان مسکو (+۳ ساعت) بود.